# Џесика Кирсон
Џесика Кирсон (енгл. Jessica Kirson; Саут Оринџ, 14. новембар 1969) америчка је комичарка, глумица и продуценткиња. Позната је по комичарским наступима широм Њујорка.

## Биографија
Рођена је и одрасла у Саут Оринџу. Родитељи су јој Аустријанци и Пољаци-Јевреји. Мајка јој је терапеут која је лечила клијенте у кући, за коју је рекла да је имала дубок утицај на њу и њену комедију. Полусестра је глумца Зака Брафа и писца Џошуе Брафа, за чијег се оца њена мајка удала док је Џесика била адолесценткиња.
Изјашњава се као лезбијка и има четворо деце. Отворена је о својој борби са проблемима тежине и изгледа тела, као и злоупотребом психоактивних супстанци током живота.